# Umčari
Umčari (Servisch cyrillisch Умчари) is een plaats in de Servische gemeente Grocka. De plaats telt 2880 inwoners (2002).